# Списак побједника Тур де Франса
Списак побједника Тур де Франса представља списак возача који су освојили Тур де Франс, друмску бициклистичку трку која се углавном одржава у јулу у Француској и земљама у окружењу. Основана је 1903. од стране часописа Лото, а најпознатија је и најпрестижнија од три гранд тур трке, друге двије су Ђиро д’Италија и Вуелта а Еспања. Трка углавном има око 3.500 километара, пролази кроз Француску и државе у окружењу, као што је Белгија. Трка је испрекидана дневним сегментима, који се зову етапе; времена на крају сваке етапе се рачунају и одређују побједника на крају Тура. Рута је другачија сваке године, али је последња етапа непрекидно вожена у Паризу, на Јелисејским пољима од 1975. до 2024. када се последња етапа вози у Ници.
Возач са најбољим временом на крају сваке етапе носи жуту мајицу, која представља лидера генералног пласмана и побједника трке на крају.
Ленс Армстронг је освојио Тур седам пута заредом, од 1999. до 2005. али су му све побједе одузете у октобру 2012. од стране Свјетске бициклистичке уније UCI, након што је доказано да се допинговао. Жак Анкетил, Еди Меркс, Бернар Ино и Мигел Индураин су освојили Тур по пет пута, а Индураин је једини освојио пет пута заредом. Анри Корне је најмлађи побједник, освојио је Тур 1904. недуго послије 20 рођендана. Фирмен Ламбо је најстарији побједник Тура, освојио га је 1922. са 36 година и 4 мјесеца.

## Историја
Тур де Франс је успостављен 1903. од стране часописа Лото, који су на тај начин жељели да повећају продају часописа. Први побједник је био Морис Гарен, који је освојио и наредне године, али му је побједа одузета након оптужби да се пребацивао аутом и возом. Осим Гарена, дисквалификована су још тројица и побједа је припала Анрију Корнеу, који је и најмлађи побједник Тура. Након скандала 1904. систем рачунања побједника је промијењен, није се рачунало вријеме, већ поени које су возачи добијали на крају сваке етапе. Систем по поенима је трајао до 1912. када је враћено рачунање по оствареном времену на крају етапе. Почетних година су доминирали Французи, а први побједник који је долазио из неке друге државе био је Луксембуржанин Франсоа Фабе 1909.
Белгијски бициклисти били су успјешни прије и послије Првог свјетског рата (који је прекинуо Тур од 1915. до 1919). Двадесетих година доминирали су комерцијални тимови, а након побједе Мауриса де Валеа 1929. директор Тура — Анри Дегранж, увео је националне тимове. Због Другог свјетског рата Тур де Франс је био прекинут од 1940. до 1946.
Након рата, нико није доминирао до Луизона Бобеа који је освојио Тур три пута заредом, од 1953. до 1955. први који је то постигао. Његов учинак је поправио Жак Анкетил, који је освојио Тур пет пута, од тога четири пута заредом, од 1961. до 1964. Анкетилових пет побједа је достигао Еди Меркс, који је освојио четири Тура заредом, од 1969. до 1972. док је пети пут освојио трку 1974. Меркс је тада постао први возач који је освојио генерални пласман, брдску и класификацију по поенима исте године, а осим њих освојио је и класификацију комбинације и награду за најагресивнијег возача, што је урадио 1969. кад је освојио свој први Тур.
Меркс је покушавао да освоји Тур по рекордни шести пут, 1975. али га је побиједио Француз Бернар Тевене, који је освојио и 1977. након чега је доминирао, Бернар Ино, који је освојио 1978. и 1979. Ино је освојио Тур у свом првом наступу 1978. и тако је постао један од 11 бициклиста који су то постигли. Ино је био на путу да освоји и трећи Тур заредом, 1980. али је морао да се повуче због тендинитиса и трку је освојио Јоп Зутемелк. Ино се вратио 1981. и освојио је, као и 1982. а затим није учествовао 1983. када је освојио други Француз — Лоран Фињон. Фињон је освојио и наредне године, побиједивши Иноа, који је 1985. освојио пети Тур.
Американац Грег Лемонд је освојио 1986. поставши први неевропљанин који је освојио Тур. Лемонд је пропустио Тур наредне двије године, али се вратио 1989. и побиједио Фињона за осам секунди, што је најмања разлика у историји Тура. Лемонд је освојио и 1990. Шпанац Мигел Индураин је током деведесетих освојио пет пута заредом, поставши први возач који је то успио. Покушао је да освоји рекордни шести Тур 1996. али га је побиједио Данац Бјарне Рис, који је касније признао да је користио еритропоиетин. Године 1997. Јан Улрих је освојио трку, док је 1998. освојио Марко Пантани, који је оптуживан за допинг.
Године 1999. Ленс Армстронг је освојио свој први Тур, а након њега још шест, чиме је поставио рекорд од седам побједа заредом. Побједе су му одузете 2012. због допинга. Флојд Ландис је освојио 2006. али му је побједа одузета због допинга и додијељена је Оскару Переиру.
Алберто Контадор је освојио Тур 2007. са екипом Дискавери чанел, а трка је протекла и у допинг скандалу тима Астана. Контадор је прешао у Астану на крају сезоне и није могао да вози трку 2008. јер је Астани било забрањено учешће. Тур је освојио Карлос Састре. Контадор се вратио и освојио је Тур 2009. и 2010. али му је побједа 2010. одузета због допинга и приписана Андију Шлеку. Кадел Еванс је 2011. постао први аустралијски побједник, док је Бредли Вигинс 2012. постао први британски побједник. Крис Фрум је постао други британски побједник заредом, освојивши 2013. стото издање трке. Године 2014. освојио је Винченцо Нибали, а затим је Крис Фрум освојио трипут заредом.
Герент Томас је освојио 2018. поставши трећи британски побједник, а први који је рођен у Британији. Године 2019. Еган Бернал је освојио трку, поставши први Колумбијац и први Латиноамериканац који је освојио Тур, а други са простора цијеле Америке, након Грега Лемонда. Године 2020. Тадеј Погачар је освојио Тур на хронометру на последњој такмичарској, етапи 20, против Приможа Роглича, након што је заостајао 57 секунди. Такође, освојио је брдску и класификацију за најбољег младог возача, поставши први возач након Маркса који је освојио три класификације на једном Туру. Године 2021. Погачар је освојио Тур други пут заредом, испред Јонаса Вингегора, освојивши поново брдску и класификацију за најбољег младог возача, поставши тако први возач који је освојио три класификације на једном Туру двије године заредом. Године 2022. Вингегор је освојио испред Погачара, поставши први возач из тима Јумбо—визма који је основан 1984. као Квантум а затим промијенио име у Рабобанк, који је освојио Тур. Године 2023. Вингегор је освојио поново испред Погачара, а њих двојица су сваки Тур који су возили завршили на прва два мјеста. Године 2024. Погачар је освојио шест минута испред Вингегора, поставши најмлађи возач у историји који је освојио Тур три пута. Такође, остварио је шест етапних побједа што је највише на једном Тур де Франсу од стране возача који је освојио трку од 1979. када је Ино остварио седам побједа, као и највише етапних побједа било ког возача од 2009. када је Марк Кевендиш такође остварио шест побједа. Од шест побједа, пет је остварио на брдским етапама и једну на брдском хронометру, чиме је постао први возач послије Барталија 1948. који је на једном Тур де Франсу побиједио на пет брдских етапа, као и први возач од Шарла Пелисјеа 1930. који је побиједио на последње три етапе на трци.Године 2025. освојио је Погачар четири и по минута испред Вингегора, уз четири етапне побједе и освојену брдску класификацију, чиме је постао најмлађи возач који је Тур освојио четири пута.

## Побједници
| dagger | Побједник класификације по поенима исте године                         |
| *      | Побједник брдске класификације исте године                             |
| #      | Побједник класификације за најбољег младог возача исте године          |
| ‡      | Побједник брдске и класификације по поенима исте године                |
| §      | Побједник брдске и класификације за најбољег младог возача исте године |

| Година                        | Побједник                       | Тим                          | Други                            | Трећи                        | Реф.    |
| ----------------------------- | ------------------------------- | ---------------------------- | -------------------------------- | ---------------------------- | ------- |
| 2025.                         | Тадеј Погачар* (4)              | УАЕ тим емирејтс             | Јонас Вингегор                   | Флоријан Липовиц             | [ 38 ]  |
| 2024.                         | Тадеј Погачар (3)               | УАЕ тим емирејтс             | Јонас Вингегор                   | Ремко Евенепул               | [ 39 ]  |
| 2023.                         | Јонас Вингегор (2)              | Јумбо—визма                  | Тадеј Погачар                    | Адам Јејтс                   | [ 40 ]  |
| 2022.                         | Јонас Вингегор*                 | Јумбо—визма                  | Тадеј Погачар                    | Герент Томас                 | [ 41 ]  |
| 2021.                         | Тадеј Погачар§ (2)              | УАЕ тим емирејтс             | Јонас Вингегор                   | Ричард Карапаз               | [ 42 ]  |
| 2020.                         | Тадеј Погачар§                  | УАЕ тим емирејтс             | Примож Роглич                    | Ричи Порт                    | [ 43 ]  |
| 2019.                         | Еган Бернал#                    | Скај                         | Герент Томас                     | Стивен Кројсвајк             | [ 44 ]  |
| 2018.                         | Герент Томас                    | Скај                         | Том Димулен                      | Крис Фрум                    | [ 45 ]  |
| 2017.                         | Крис Фрум (4)                   | Скај                         | Ригоберто Уран                   | Ромен Барде                  | [ 46 ]  |
| 2016.                         | Крис Фрум (3)                   | Скај                         | Ромен Барде                      | Наиро Кинтана                | [ 47 ]  |
| 2015.                         | Крис Фрум* (2)                  | Скај                         | Наиро Кинтана                    | Алехандро Валверде           | [ 48 ]  |
| 2014.                         | Винченцо Нибали                 | Астана                       | Жан Кристоф Перо                 | Тибо Пино                    | [ 49 ]  |
| 2013.                         | Крис Фрум                       | Скај                         | Наиро Кинтана                    | Хоаким Родригез              | [ 50 ]  |
| 2012.                         | Бредли Вигинс                   | Скај                         | Крис Фрум                        | Винченцо Нибали              | [ 51 ]  |
| 2011.                         | Кадел Еванс                     | БМЦ                          | Анди Шлек                        | Френк Шлек                   | [ 52 ]  |
| 2010.                         | Алберто Контадор (3) Анди Шлек# | Астана Саксо банк            | Денис Мењшов Самуел Санчез       | Јирген ван ден Брук          | [ 55 ]  |
| 2009.                         | Алберто Контадор (2)            | Астана                       | Анди Шлек                        | Ленс Армстронг Бредли Вигинс | [ 57 ]  |
| 2008.                         | Карлос Састре*                  | ЦСЦ—Саксо банк               | Кадел Еванс                      | Бернард Кол Денис Мењшов     | [ 59 ]  |
| 2007.                         | Алберто Контадор#               | Дискавери чанел              | Кадел Еванс                      | Леви Лајфајмер               | [ 61 ]  |
| 2006.                         | Флојд Ландис Оскар Переиро      | Фонак Кес д'Епарњ-ил балеарс | Андреас Кледен                   | Карлос Састре                | [ 63 ]  |
| 2005.                         | Ленс Армстронг (7)              | Дискавери ченел              | Иван Басо                        | Јан Улрих                    | [ 65 ]  |
| 2004.                         | Ленс Армстронг (6)              | Ју Ес Постал                 | Андреас Кледен                   | Иван Басо                    | [ 66 ]  |
| 2003.                         | Ленс Армстронг (5)              | Ју Ес Постал                 | Јан Улрих                        | Александар Винокуров         | [ 67 ]  |
| 2002.                         | Ленс Армстронг (4)              | Ју Ес Постал                 | Хосеба Белоки                    | Рајмондас Румсас             | [ 68 ]  |
| 2001.                         | Ленс Армстронг (3)              | Ју Ес Постал                 | Јан Улрих                        | Хосеба Белоки                | [ 69 ]  |
| 2000.                         | Ленс Армстронг (2)              | Ју Ес Постал                 | Јан Улрих                        | Хосеба Белоки                | [ 70 ]  |
| 1999.                         | Ленс Армстронг                  | Ју Ес Постал                 | Алекс Циле                       | Фернандо Ескартин            | [ 72 ]  |
| 1998.                         | Марко Пантани                   | Меркатоне уно—бјанки         | Јан Улрих                        | Боби Џулик                   | [ 73 ]  |
| 1997.                         | Јан Улрих#                      | Телеком                      | Ришар Виренк                     | Марко Пантани                | [ 74 ]  |
| 1996.                         | Бјарне Рис                      | Телеком                      | Јан Улрих                        | Ришар Виренк                 | [ 76 ]  |
| 1995.                         | Мигел Индураин (5)              | Банесто                      | Алекс Циле                       | Бјарне Рис                   | [ 77 ]  |
| 1994.                         | Мигел Индураин (4)              | Банесто                      | Пјотр Угрјумов                   | Марко Пантани                | [ 78 ]  |
| 1993.                         | Мигел Индураин (3)              | Банесто                      | Тони Ромингер                    | Зенон Јаскула                | [ 79 ]  |
| 1992.                         | Мигел Индураин (2)              | Банесто                      | Клаудио Кјапучи                  | Ђани Буњо                    | [ 80 ]  |
| 1991.                         | Мигел Индураин                  | Банесто                      | Ђани Буњо                        | Клаудио Кјапучи              | [ 81 ]  |
| 1990.                         | Грег Лемонд (3)                 | З—томасо                     | Клаудио Кјапучи                  | Ерик Брекинк                 | [ 82 ]  |
| 1989.                         | Грег Лемонд (2)                 | АДР                          | Лоран Фињон                      | Педро Делгадо                | [ 83 ]  |
| 1988.                         | Педро Делгадо                   | Рејнолдс                     | Стивен Рокс                      | Фабио Пара                   | [ 84 ]  |
| 1987.                         | Стивен Роуч                     | Карера—џинс—вагабонд         | Педро Делгадо                    | Жан Франсоа Бернар           | [ 85 ]  |
| 1986.                         | Грег Лемонд                     | Ла вие Клер                  | Бернар Ино                       | Урс Цимерман                 | [ 86 ]  |
| 1985.                         | Бернар Ино (5)                  | Ла вие Клер                  | Грег Лемонд                      | Стивен Роуч                  | [ 87 ]  |
| 1984.                         | Лоран Фињон (2)                 | Рено—елф                     | Бернар Ино                       | Грег Лемонд                  | [ 88 ]  |
| 1983.                         | Лоран Фињон#                    | Рено—елф                     | Анхел Аројо                      | Петер Винен                  | [ 89 ]  |
| 1982.                         | Бернар Ино (4)                  | Рено—елф—житан               | Јоп Зутемелк                     | Јохан ван дер Велде          | [ 90 ]  |
| 1981.                         | Бернар Ино (3)                  | Рено—елф—житан               | Лусин ван Импе                   | Робер Албан                  |         |
| 1980.                         | Јоп Зутемелк                    | Ти—ралајг—креда              | Хени Којпер                      | Ремон Мартен                 | [ 92 ]  |
| 1979.                         | Бернар Ино (2)                  | Рено—житан                   | Јоп Зутемелк                     | Жоаким Агостињо              | [ 93 ]  |
| 1978.                         | Бернар Ино                      | Рено—житан—кампањоло         | Јоп Зутемелк                     | Жоаким Агостињо              | [ 94 ]  |
| 1977.                         | Бернар Тевене (2)               | Пежо—есо—мишелин             | Хени Којпер                      | Лусин ван Импе               | [ 95 ]  |
| 1976.                         | Лусин ван Импе                  | Житан—кампањоло              | Јоп Зутемелк                     | Ремон Пулидор                | [ 96 ]  |
| 1975.                         | Бернар Тевене                   | Пежо—бп—мишелин              | Еди Меркс                        | Лусин ван Импе               | [ 97 ]  |
| 1974.                         | Еди Меркс (5)                   | Молтени                      | Ремон Пулидор                    | Висенте Лопез Карил          | [ 98 ]  |
| 1973.                         | Луис Окања                      | Бик                          | Бернар Тевене                    | Хосе Мануел Фуенте           | [ 99 ]  |
| 1972.                         | Еди Меркс (4)                   | Молтени                      | Феличе Ђимонди                   | Ремон Пулидор                | [ 100 ] |
| 1971.                         | Еди Меркс (3)                   | Молтени                      | Јоп Зутемелк                     | Лусин ван Импе               | [ 101 ] |
| 1970.                         | Еди Меркс* (2)                  | Фаемино—фаема                | Јоп Зутемелк                     | Геста Петерсон               | [ 102 ] |
| 1969.                         | Еди Меркс‡                      | Фаема                        | Роже Пенжон                      | Ремон Пулидор                | [ 103 ] |
| 1968.                         | Јан Јансен                      | Холандија                    | Херман ван Спрингел              | Фердинанд Браке              | [ 104 ] |
| 1967.                         | Роже Пенжон                     | Француска                    | Хулио Хименез                    | Франко Балмамион             | [ 105 ] |
| 1966.                         | Лисјен Емар                     | Форд Франс—иткинсон          | Јан Јансен                       | Ремон Пулидор                | [ 106 ] |
| 1965.                         | Феличе Ђимонди                  | Салварини                    | Ремон Пулидор                    | Ђани Мота                    | [ 107 ] |
| 1964.                         | Жак Анкетил (5)                 | Сен Рафаел                   | Ремон Пулидор                    | Федерико Бамонтес            | [ 108 ] |
| 1963.                         | Жак Анкетил (4)                 | Сен Рафаел                   | Федерико Бамонтес                | Хосе Перез Франсес           | [ 109 ] |
| 1962.                         | Жак Анкетил (3)                 | Сен Рафаел                   | Јозеф Планкарт                   | Ремон Пулидор                | [ 110 ] |
| 1961.                         | Жак Анкетил (2)                 | Француска                    | Гвидо Карлези                    | Шарли Гол                    | [ 111 ] |
| 1960.                         | Гастоне Ненчини                 | Италија                      | Грацијано Батистини              | Јан Адријансенс              | [ 112 ] |
| 1959.                         | Федерико Бамонтес*              | Шпанија                      | Анри Англад                      | Жак Анкетил                  | [ 113 ] |
| 1958.                         | Шарли Гол                       | Луксембург                   | Вито Фаверо                      | Рафаел Жеминијани            | [ 114 ] |
| 1957.                         | Жак Анкетил                     | Француска                    | Маркел Јансенс                   | Адолф Кристијан              | [ 115 ] |
| 1956.                         | Роже Валковјак                  | Француска                    | Жилбер Бовен                     | Јан Адријансенс              | [ 116 ] |
| 1955.                         | Луизон Бобе (3)                 | Француска                    | Жан Бранкар                      | Шарли Гол                    | [ 117 ] |
| 1954.                         | Луизон Бобе (2)                 | Француска                    | Фердинанд Киблер                 | Фриц Шер                     | [ 118 ] |
| 1953.                         | Луизон Бобе                     | Француска                    | Жан Малжак                       | Ђанкарло Аструа              | [ 119 ] |
| 1952.                         | Фаусто Копи* (2)                | Италија                      | Стан Окерс                       | Бернардо Руиз                | [ 120 ] |
| 1951.                         | Хуго Коблет                     | Швајцарска                   | Рафаел Жеминијани                | Лисјен Лазарид               | [ 121 ] |
| 1950.                         | Фердинанд Киблер                | Швајцарска                   | Стан Окерс                       | Луизон Бобе                  | [ 122 ] |
| 1949.                         | Фаусто Копи*                    | Италија                      | Ђино Бартали                     | Жак Маринели                 | [ 123 ] |
| 1948.                         | Ђино Бартали* (2)               | Италија                      | Брик Схоте                       | Гај Лапеби                   | [ 124 ] |
| 1947.                         | Жан Робик                       | Француска                    | Едуар Фашлетнер                  | Пјер Брамбила                | [ 125 ] |
| 1940—1946. Други свјетски рат |                                 |                              |                                  |                              |         |
| 1939.                         | Силвер Мас* (2)                 | Белгија                      | Рене Вијето                      | Лисјен Фламинк               | [ 126 ] |
| 1938.                         | Ђино Бартали*                   | Италија                      | Фелицин Верваке                  | Виктор Косон                 | [ 127 ] |
| 1937.                         | Роже Лапебје                    | Француска                    | Марио Вичини                     | Лео Амберг                   | [ 128 ] |
| 1936.                         | Силвер Мас                      | Белгија                      | Антонен Мањ                      | Фелицин Верваке              | [ 129 ] |
| 1935.                         | Ромен Мас                       | Белгија                      | Амброђо Морели                   | Фелицин Верваке              | [ 130 ] |
| 1934.                         | Антонен Мањ (2)                 | Француска                    | Ђузепе Мартано                   | Роже Лапебје                 | [ 131 ] |
| 1933.                         | Жорж Спеше                      | Француска                    | Леарко Гвера                     | Ђузепе Мартано               | [ 132 ] |
| 1932.                         | Андре Ледик (2)                 | Француска                    | Курт Штепел                      | Франческо Камусо             | [ 133 ] |
| 1931.                         | Антонен Мањ                     | Француска                    | Јеф Демојсер                     | Антонио Пезенти              | [ 134 ] |
| 1930.                         | Андре Ледик                     | Француска                    | Леарко Гвера                     | Антонен Мањ                  | [ 135 ] |
| 1929.                         | Маурис де Вале                  | Алсијон—динлоп               | Ђузепе Панчера                   | Јеф Демојсер                 | [ 136 ] |
| 1928.                         | Николас Франц (2)               | Алсијон—динлоп               | Андре Ледик                      | Маурис де Вале               | [ 137 ] |
| 1927.                         | Николас Франц                   | Алсијон—динлоп               | Маурис де Вале                   | Лусин Верваке                | [ 138 ] |
| 1926.                         | Лисјен Бис                      | Отомото—иткинсон             | Николас Франц                    | Бартоломео Ајмо              | [ 139 ] |
| 1925.                         | Отавио Ботекја (2)              | Отомото—иткинсон             | Лисјен Бис                       | Бартоломео Ајмо              | [ 140 ] |
| 1924.                         | Отавио Ботекја                  | Отомото                      | Николас Франц                    | Лисјен Бис                   | [ 141 ] |
| 1923.                         | Анри Пелисје                    | Отомото—иткинсон             | Отавио Ботекја                   | Ромен Беланж                 | [ 142 ] |
| 1922.                         | Фирмен Ламбо (2)                | Пежо—волбер                  | Жан Алавоан                      | Феликс Селер                 | [ 143 ] |
| 1921.                         | Леон Сјер                       | Ла Спортив                   | Хектор Хесгем                    | Оноре Бартлеми               | [ 144 ] |
| 1920.                         | Филип Тис (3)                   | Ла Спортив                   | Хектор Хесгем                    | Фирмен Ламбо                 | [ 145 ] |
| 1919.                         | Фирмен Ламбо                    | Ла Спортив                   | Жан Алавоан                      | Ежен Кристоф                 | [ 146 ] |
| 1915—1918. Први свјетски рат  |                                 |                              |                                  |                              |         |
| 1914.                         | Филип Тис (2)                   | Пежо—волбер                  | Анри Пелисје                     | Жан Алавоан                  | [ 147 ] |
| 1913.                         | Филип Тис                       | Пежо—волбер                  | Гистав Гаригу                    | Марсел Бојсе                 | [ 148 ] |
| 1912.                         | Одил Дефраје                    | Алсијон—динлоп               | Ежен Кристоф                     | Гистав Гаригу                | [ 149 ] |
| 1911.                         | Гистав Гаригу                   | Алсијон—динлоп               | Пол Дибок                        | Емил Жорж                    | [ 150 ] |
| 1910.                         | Октав Лапиз                     | Алсијон—динлоп               | Франсоа Фабе                     | Гистав Гаригу                | [ 151 ] |
| 1909.                         | Франсоа Фабе                    | Алсијон—динлоп               | Гистав Гаригу                    | Жан Алавоан                  | [ 152 ] |
| 1908.                         | Лисјен Пети Бретон (2)          | Пежо—волбер                  | Франсоа Фабе                     | Гистав Гаригу                | [ 153 ] |
| 1907.                         | Лисјен Пети Бретон              | Пежо—волбер                  | Гистав Гаригу                    | Емил Жорж                    | [ 154 ] |
| 1906.                         | Рене Потје                      | Пежо—волбер                  | Жорж Пасерје                     | Луј Труселије                | [ 155 ] |
| 1905.                         | Луј Труселије                   | Пежо—волбер                  | Иполит Окутирје                  | Жан Батист Дортињак          | [ 156 ] |
| 1904.                         | Морис Гарен (2) Анри Корне      | Конте                        | Лисјен Потје Жан Батист Дортињак | Сезар Гарен Алоис Като       | [ 158 ] |
| 1903.                         | Морис Гарен                     | Ла Франсез                   | Лисјен Потје                     | Фернан Огре                  | [ 159 ] |

### Вишеструки побједници
| Позиција | Бициклиста         | Број побједа |
| -------- | ------------------ | ------------ |
| 1.       | Жак Анкетил        | 5            |
| 1.       | Еди Меркс          | 5            |
| 1.       | Бернар Ино         | 5            |
| 1.       | Мигел Индураин     | 5            |
| 5.       | Крис Фрум          | 4            |
| 5.       | Тадеј Погачар      | 4            |
| 6.       | Филип Тис          | 3            |
| 6.       | Луизон Бобе        | 3            |
| 6.       | Грег Лемонд        | 3            |
| 10.      | Лисјен Пети Бретон | 2            |
| 10.      | Фирмен Ламбо       | 2            |
| 10.      | Отавио Ботекја     | 2            |
| 10.      | Николас Франц      | 2            |
| 10.      | Андре Ледик        | 2            |
| 10.      | Антонен Мањ        | 2            |
| 10.      | Силвер Мас         | 2            |
| 10.      | Ђино Бартали       | 2            |
| 10.      | Фаусто Копи        | 2            |
| 10.      | Бернар Тевене      | 2            |
| 10.      | Лоран Фињон        | 2            |
| 10.      | Алберто Контадор   | 2            |
| 10.      | Јонас Вингегор     | 2            |

### По државама
| Позиција | Држава                    | Број побједа | Број бициклиста који су побиједили |
| -------- | ------------------------- | ------------ | ---------------------------------- |
| 1.       | Француска                 | 36           | 21                                 |
| 2.       | Белгија                   | 18           | 10                                 |
| 3.       | Шпанија                   | 12           | 7                                  |
| 4.       | Италија                   | 10           | 7                                  |
| 5.       | Уједињено Краљевство      | 6            | 3                                  |
| 6.       | Луксембург                | 5            | 4                                  |
| 7.       | Словенија                 | 4            | 1                                  |
| 8.       | Сједињене Америчке Државе | 3            | 1                                  |
| 8.       | Данска                    | 3            | 2                                  |
| 10.      | Холандија                 | 2            | 2                                  |
| 10.      | Швајцарска                | 2            | 2                                  |
| 12.      | Ирска                     | 1            | 1                                  |
| 12.      | Њемачка                   | 1            | 1                                  |
| 12.      | Аустралија                | 1            | 1                                  |
| 12.      | Колумбија                 | 1            | 1                                  |